# チェコスロバキア主義
チェコスロバキア主義（チェコスロバキアしゅぎ、チェコ語: Čechoslovakismus、スロバキア語: Čechoslovakizmus）は、オーストリア＝ハンガリー帝国の支配、とりわけハンガリーの同化政策によって分断されていたチェコ人とスロバキア人は、ひとつの民族、チェコスロバキア民族の一体性を掲げる主張。チェコスロバキア独立に尽力したトマーシュ・マサリクやエドヴァルド・ベネシュによって喧伝された。

## 概要
1915年のクリーブランド協定および1918年5月31日のピッツバーグ協定でチェコとスロバキアは別個の民族とされていたが、1918年10月18日のワシントンでのチェコスロバキア独立宣言では、チェコスロバキア民族とだけ記されていた。10月30日に公表されたマルチン宣言は、「統一されたチェコ・スロバキア民族のスロバキア部分」としていた。マルチン宣言のオリジナル版と議事録は、ミラン・ホッジャがブダペストから帰国後紛失してしまったが、公表された宣言は偽造されたものだといわれる。この変更は、スロバキアの民族自決要求を除去することにつながった。
チェコスロバキア主義は1918年のチェコスロバキア建国および、1920年のチェコスロバキア共和国憲法制定にとって不可欠なものであった。チェコスロバキア第一共和国時期の統計は、以下に示されるように、チェコとスロバキアを別々に調査するのではなく、チェコスロバキアとしている。
| 民族               | 人口       | 割合    |
| ------------------ | ---------- | ------- |
| チェコスロバキア人 | 8,759,701  | 64,37%  |
| ドイツ人           | 3,123,305  | 22.95%  |
| マジャル人         | 744,621    | 5.47%   |
| ルーシ人           | 461,449    | 3.39%   |
| ユダヤ人           | 180,534    | 1.33%   |
| ポーランド人       | 75,852     | 0.56%   |
| その他             | 23,139     | 0.17%   |
| 外国人             | 238,784    | 1.75%   |
| 合計               | 13,607,385 | 100.00% |

一部のスロバキア人を中心に、チェコ優位の中央集権を促すチェコスロバキア主義への反発もあった。第二次世界大戦中、従属国として独立スロバキアがナチス・ドイツにより作られ、カルパティア・ルテニアはハンガリー王国に併合された（チェコスロバキア併合）。第二次世界大戦後には再びチェコスロバキアが第三共和国として成立したものの、チェコスロバキア主義は完全に復活したわけではなかった。
チェコスロバキア社会主義共和国憲法を採択した1960年以後はスロバキアの自治は制限されたが、プラハの春の挫折後、連邦制が導入され、国家レベルでスロバキアの地位は向上した。